# Superbee
Superbee foi um provedor de internet discada gratuita do Brasil lançado em 27 de janeiro de 2005. Seu site era http://www.superbee.com.br. Oferecia também acelerador gratuito e 15MB de e-mail. Usava a infraestrutura da Inter.net em parceria com a Intelig. O diretor era Maurício Zanetti.